# 정후사
정후사(靖厚祠)는 대한민국 충청북도 증평군 도안면 도당리에 있는, 곡산연씨 중시조 연사종 제향을 위한 사당이다. 2004년 4월 30일 증평군의 향토유적 제3호로 지정되었다.

## 개요
도안삼거리에서 괴산방향으로 충북선철로 밑을 지나자마자 우측으로 500ｍ를 가면 도당1리 금당마을이 있다. 정후사는 정후공(靖厚公) 연사종(延嗣宗:1366~1434)의 영정을 모신 사당이다. 본래 1813년(조선 순조13) 연사종을 추향하고, 후손인 안음현감(安陰縣監) 연충수(延忠秀), 의민공(毅愍公) 연최적(延最績), 동중추(同中樞) 연세홍(延世鴻)을 배향한 양양재(羊羊齋)를 금당서원(金唐書院)이라 불렀다.
1869년(고종6) 서원 철폐령에 의해 철폐됐다가 1915년 정후공의 영정만을 모신 정후사가 재건됐고, 해마다 음력 2월 28일 제향을 지내고 있다. 건물은 정면 3칸, 측면 1칸반에 맛배지붕 목조기와집이며, 솟을대문을 세우고 담장을 둘렀다. 연사종은 고려말 조선초의 무신으로 자(字)는 불비(不非)이고, 본관은 곡산(谷山)이며 함흥출신이다. 
1388년(고려 우왕14) 요동 정벌 때 우군도통사(右軍都統使) 이성계를 따라 종군했고, 조선이 건국되자 원종공신(原從功臣)과 회군공신(回軍功臣)에 책록되었으며 1401년(조선 태종1) 좌명공신(佐命功臣) 4등이 됐다. 이후 상장군(上將軍), 호조전서(戶曹典書:정3품. 1405년 판서로 고침) 등을 지내고 곡성군(谷城君)에 봉해졌다. 2004년 4월 30일 증평군지정문화재(향토유적) 제3호로 지정됐다.

## 참고 문헌
- 정후사(靖厚祠) - 증평군 문화관광